# Kem (Ienisseï)
Pour les articles homonymes, voir Kem.
Le Kem (en russe : Кемь) est une rivière de Sibérie, longue de 356 km, en Russie. Elle coule dans le kraï de Krasnoïarsk, en Sibérie centrale. C'est un affluent de l'Ienisseï en rive gauche. Le nom de la rivière Kem vient du mot ancien « kem » ou « hem » qui signifie « grand fleuve ».  Cette toponymie est très populaire et répandue depuis la Sibérie jusqu'en Carélie et en Finlande.

## Cours
La rivière traverse la plaine de Sibérie occidentale à travers les raïons de Bolchaïa Mourta, de Kazatchinskoïe, de Pirovskoïe, de Ienisseïsk avant de se jeter dans le fleuve Ienisseï près de la ville d'Ienisseïsk , à 2 045 km avant son embouchure. Le Kem mesure 356 km de long.  Son bassin versant couvre une superficie totale de 8 940 km2.  Les affluents les plus importants du Kem sont le Tyya (russe : Тыя) au 97e km de l'embouchure et le Belaïa ( russe : Белая ) au 115e km de l'embouchure. Les deux principaux affluents se trouvent du côté gauche. La source du Kem est située dans le raïonsde Bolchaïa Mourta, où elle prend sa source comme un petit ruisseau dans la taïga de Sibérie orientale. En raison des rivières affluentes, vers l'embouchure la rivière atteint 45 m de largeur. 
Le Kem coule principalement à travers la plaine et la végétation pousse directement jusqu'aux rives de la rivière et à l'eau. Le fond de la rivière est recouvert de beaucoup d' argile et d'argile sablo-argileuse et l'eau de la rivière n'est généralement pas claire.  Le cours supérieur de la rivière traverse la taïga de type mixte couverte de conifères (mélèze, sapin, épicéa et cèdre de Sibérie), de bouleau et de tremble, ainsi que les zones classées comme forêt mixte.

## Débit
Selon les données d'observation de 1960 à 1993, le débit d'eau annuel moyen dans la zone du village de Mikhaïlovka (à 141 km de l'embouchure) est de 12,86 m3/s.

## Affluents
(km depuis l'embouchure)
- 10 km : Levatchovka
- 17 km : Tchernaïa
- 18 km : Potylina
- 24 km : Pechtchanka (longueur 56 km)
- 34 km : Bobrovka
- 46 km : Mokry
- 53 km : Malaïa Belaïa (longueur 72 km)
- 54 km : Tyya (longueur 97 km)
- 65 km : Mostovaïa
- 73 km : Vchivka
- 77 km : Gloukhanka
- 82 km : Rybnaïa (Chalbycheva)
- 93 km : Rybnaïa (Chadrinka)
- 110 km : Tikhonovka
- 115 km : Belaïa (longueur 121 km)
- 141 km : Mikhaïlovka
- 144 km: Karpovka
- 146 km : Stepanov
- 164 km : Beriozovka
- 171 km: Dournovka
- 175 km : Bogdanovka
- 196 km : Berezovy
- 200 km : Tcheremchanka
- 205 km : Iazevka
- 215 km : Bolchaïa
- 218 km : Pokhabovka
- 245 km : Panskaïa
- 247 km : Chtchelkanovka
- 251 km : Talajanka
- 273 km : Karaoulnaïa
- 277 km : Ogniovka
- 282 km: Borissovka
- 292 km : Listvianka
- 301 km : Tougan
- 315 km : Opouchka
- 334 km : Svernaïa

## Aire protégée
La réserve biologique du Kem est située sur les 16 000 hectares de terres qui s'étendent le long des rives du fleuve.  En 1963, le projet de restauration de la population de castors a commencé ici avec l'introduction de 20 individus de cette espèce dans la région. 